# Evangelio de los Signos
Se llama Evangelio de los Signos a una fuente hipotética del Evangelio de Juan, de acuerdo con la crítica textual. 
Rudolf Bultmann formuló por primera vez la hipótesis del "Evangelio de los Signos" en 1941. Sugirió entonces que el autor del Evangelio de Juan dependía parcialmente de una tradición sobre los milagros de Jesús, oral o escrita, que era independiente de los evangelios sinópticos y no fue tampoco usada por ellos. Según su teoría, este hipotético "Evangelio de los Signos" habría circulado antes del año 70. Puede descubrirse su influencia en la forma de referirse, numerándolos, a algunos de los milagros del Evangelio de Juan, y en la palabra "signo" (semeia), utilizada solo en este evangelio. Los signos son espectaculares, y son realizados para fortalecer la fe. Estos milagros son diferentes del resto de los "signos" mencionados en el Evangelio de Juan, y de los narrados en los evangelios sinópticos, que tienen lugar como consecuencia de la fe. La conclusión de Bultmann de que el autor del Evangelio de Juan estaba reinterpretando una tradición helenística temprana en la que Jesús aparece como un "hacedor de prodigios", un mago desde el punto de vista helenístico, causó tal controversia que se iniciaron procedimientos por herejía contra él y sus escritos. 
En la actualidad, suele aceptarse que el Evangelio de Juan utiliza una tradición acerca de los milagros de Jesús sustancialmente diferente de los tres evangelios sinópticos. En el Evangelio de Marcos, Jesús rehúsa dar ningún signo de que es el Mesías (lo que se ha denominado "secreto mesiánico"), por ejemplo en Mc 8:11-12. En el Evangelio de Mateo y en el de Lucas se menciona solo el "signo de Jonás" (Mt 12:38-39, Lc 11:29-30.  
No hay unanimidad en cuanto a qué pasajes formaban parte del "Evangelio de los Signos". Según Fortna, formaban parte de él los siguientes milagros:
- Milagro de las bodas de Caná (Jn 2:1-11).
- Curación del hijo de un cortesano (Jn 4:46-54.
- Curación del enfermo de la piscina (Jn 5:2-9.
- Multiplicación de los panes y los peces (Jn 6:1-14), seguramente en relación con el episodio que presenta a Jesús caminando sobre el mar (Jn 6:15-25).
- Curación de un ciego de nacimiento (Jn 9:1-8).
- Resurrección de Lázaro (Jn 11:1-45).

Algunos autores incluyen también el episodio de la pesca milagrosa (Jn 21:1-14). Además, se consideran también procedentes de este "Evangelio de los Signos" otros pasajes del Evangelio de Juan en los que no se relatan milagros, como parte del primer capítulo, sobre todo el llamamiento de los primeros discípulos (Jn 1:35-49), y dos pasajes relacionados con el valor probatorio de los milagros (Jn 12:37-41 y Jn 20:30-31